# Mosaico montano di foreste-praterie dell'Angola
Il mosaico montano di foreste-praterie dell'Angola è un'ecoregione dell'ecozona afrotropicale, definita dal WWF (codice ecoregione: AT1001), che si estende sul versante orientale interno della fascia montuosa che corre parallela alla costa dell'Angola, a 50-100 km nell'entroterra.

## Territorio
Questo versante interno è ricoperto prevalentemente da distese erbose e savana. In passato le aree boschive occupavano una superficie ben più estesa, ma oggi ne rimangono solamente alcune chiazze, soprattutto nelle gole più profonde e sulle vette più alte delle province di Huambo e di Cuanza Sul, come il monte Moco, e sulla Serra da Chela nella provincia di Huíla.
L'area è caratterizzata da estati umide e da nebbia e precipitazioni moderate durante tutto l'anno, quindi l'acqua è abbastanza abbondante, anche se durante la stagione secca, in alcuni luoghi, può essere raggiunta solo scavando nel letto sabbioso dei fiumi.

## Flora
Nella stagione secca gli incendi sono comuni e le erbe secche bruciano e vengono in seguito rinnovate. Gli alberi, invece, non sono così vulnerabili al fuoco. La flora delle aree boschive presenta alcune somiglianze con quella di altre catene montuose dell'Africa. Tra le piante che crescono sul versante interno vi sono arbusti quali specie di Erica, Protea e Cliffortia ed erbe come Themeda triandra, Tristachya spp., Hyparrhenia spp., Festuca spp. e Monocymbium spp.

## Fauna

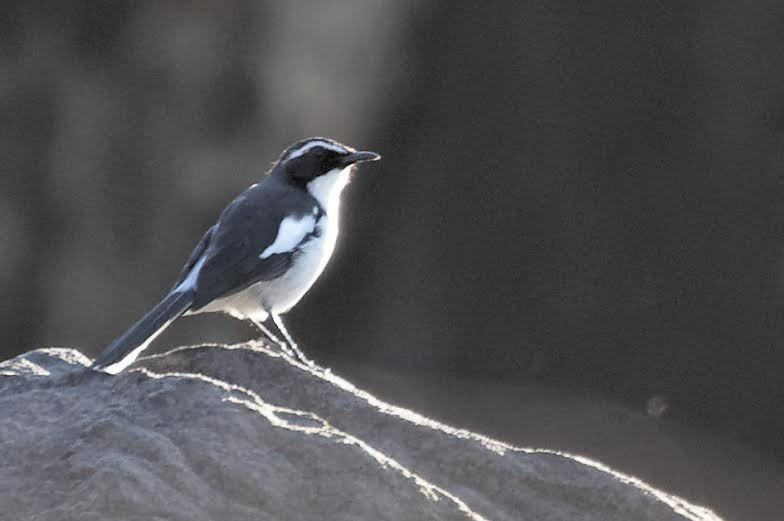
Un esemplare di tordo delle grotte d'Angola (Cossypha ansorgei)

Il poco che sappiamo sulla fauna di questa ecoregione si deve in parte alle testimonianze dei primi esploratori europei che raccolsero esemplari per i musei del loro paese di origine. Tra gli uccelli endemici figurano il francolino di Swierstra (Pternistis swierstrai), il tordo delle grotte d'Angola (Cossypha ansorgei) e il francolino striato (Pternistis griseostriatus). Altre specie presenti sono il calandro beccolungo (Anthus similis), la monachella montana (Myrmecocichla monticola), il succiacapre d'Abissinia (Caprimulgus poliocephalus) e il garrulo di collina africano (Pseudoalcippe abyssinica). Non sappiamo quasi nulla dei piccoli mammiferi che vivono in questo mosaico di foreste, anche se sappiamo che due specie endemiche di crocidura trascorrono il loro tempo alla ricerca di piccoli insetti tra la lettiera di foglie cadute e il sottobosco. A causa del basso valore nutrizionale della vegetazione erbacea presente, sono poche le specie di grandi mammiferi che vivono in questa ecoregione. Alcune, tuttavia, come la zebra di Burchell (Equus quagga), l'antilope alcina (Tragelaphus oryx), l'oribi (Ourebia ourebi) e l'antilope roana (Hippotragus equinus), sono visitatrici frequenti. In questa ecoregione è accertata la presenza di una specie di rana - Hyperolius marmoratus - e di una lucertola - Ichnotropis microlepidota.

## Conservazione
Gli altopiani sono una delle zone maggiormente popolate dell'Angola, pertanto le aree boschive sono vulnerabili alla deforestazione, mentre alcune distese erbose, fatta eccezione per quelle troppo paludose, sono state convertite in terreni agricoli. Inoltre, le montagne sono state teatro di molti conflitti e povertà durante la guerra civile e, di conseguenza, la fauna selvatica è stata poco studiata o protetta. Tra i centri urbani di questa regione ricordiamo la città di Huambo.